# Echinopyrrhosia alpina
Echinopyrrhosia alpina är en tvåvingeart som beskrevs av Townsend 1914. Echinopyrrhosia alpina ingår i släktet Echinopyrrhosia och familjen parasitflugor. Inga underarter finns listade i Catalogue of Life.